# Cymbosema
Cymbosema é um género botânico pertencente à família Fabaceae.
1. ↑  «Cymbosema — World Flora Online». www.worldfloraonline.org. Consultado em 19 de agosto de 2020